# معالجه با شوک (فیلم ۱۹۷۳)
«معالجه با شوک» (فرانسوی: Traitement de choc‎) فیلمی در ژانر درام به کارگردانی آلن ژوسوا است که در سال ۱۹۷۳ منتشر شد. از بازیگران آن می‌توان به آنی ژیراردو، آلن دلون، و میشل دوشوسوآ اشاره کرد.